# (16836) 1997 WG36
A (16836) 1997 WG36 a Naprendszer kisbolygóövében található aszteroida. A LINEAR projekt keretében fedezték fel 1997. november 29-én.